# Мванга II
Даниел Мванга II (англ. Mwanga II Buganda; около 1866, Накава близ Кампала — 8 мая 1903, Сейшельские Острова) — король Буганды в 1884—1896 годах, Кабака Буганды. Последний независимый кабака (правитель) африканского королевства Буганда.

## Биография
Сын кабаки Буганды Мутесы I.

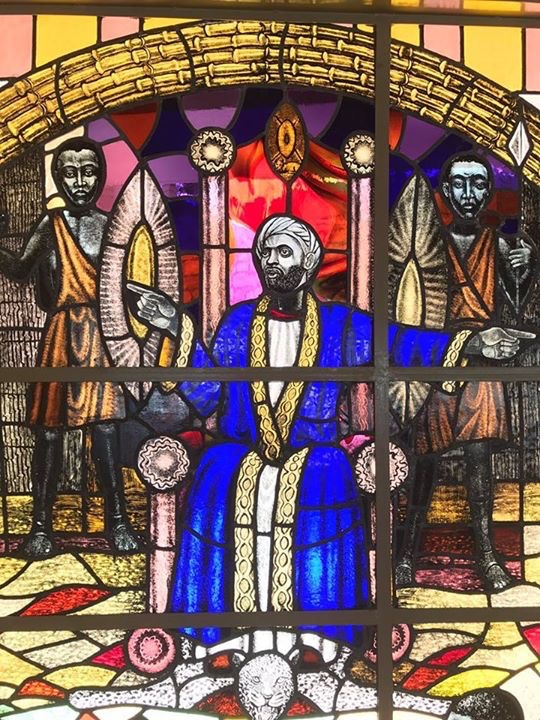
Витраж в Храме мучеников Муньоньо в Кампала

Взошёл на престол в 1884 году, в 18-летнем возрасте, характеризовался как неопытный и неустойчивый правитель. В отличие от своего отца, Мтезы, видел в растущем числе новообращенных христиан среди своего народа возможную угрозу своей власти.
Правил в сложной обстановке возраставшего соперничества группировок служивой аристократии, католических и протестантских миссионеров, затем в условиях британской колониальной экспансии в Межозерье. В отличие от отца изменил политику: известен умерщвлением миссионера епископа Ганнигтона и враждой с Эмин-Пашой, губернатором египетской экваториальной провинции. В 1885 году открыто заявил о своём неприятии миссионеров. В 1886 году приказал сжечь заживо около 30 христиан.
Развязал гражданскую войну и безуспешное восстание против британцев, в ходе которого имел лишь ограниченную поддержку со стороны своего народа.
Неоднократно свергался с престола вождями при поддержке колонизаторов (сентябрь 1888, ноябрь 1889, январь 1892) и возвращался на престол (октябрь 1889, февраль 1890, март 1892).
Стремясь опереться на помощь европейцев для удержания власти, подписал договоры 1890 года с К. Петерсом, 1890 и 1892 с Ф. Лугардом, временное соглашение 1893 года и договор 1894 года о британском протекторате над Бугандой.
В июле 1897 года возглавил антиколониальное восстание в Буганде. В том же году смещён колонизаторами с престола. В апреле 1899 года был взят в плен и сослан на Сейшельские острова, где и умер.
У Мванги было шестнадцать жен, от которых родились семь сыновей и четыре дочери. Его пятый сын от четвертой жены — Дауди Чва II, родившийся в 1896 году, стал его преемником на престоле Буганды.
В 1910 году его останки были перезахоронены в Захоронении королей Буганды в Касуби.